# اچ‌ام‌اس آژاکس (اس۱۲۵)
اچ‌ام‌اس آژاکس (اس۱۲۵) (به انگلیسی: HMS Ajax (S125)) یک زیردریایی است که طول آن 97 m (318 ft) می‌باشد.